# Пајазитово
Пајазитово је насељено место града Крагујевца у Шумадијском округу, налази на 15 километара северзападно од Крагујевца.
Простире се левој страни речице Угљешнице, те по околним брдима. Село је некада обухватало и засеоке Миронић, Мали и Велики Шењ. Према надморској висини и положају у односу на речицу дели се на Доњи крај који се налази на речици, а обухвата и јужну страну Великог Брда, док Горњи крај обухвата брдо Грабар, северозападну страну Великог Брда и брдо Купињак.
Према попису из 2022. има 172 становника (према попису из 2011. било је 187 становника).  Насеље је основано 1804. године. Под њивама се налази 351,37 ha, воћњацима 63,56 ha, виноградима 3,53 ha, ливадама 24 ha, пашњацима 76,89 ha док остало земљиште заузима 0,08 ha.

## Порекло назива
Према предању назив села потиче по месту на коме је боравио турски султан Бајазита, када је долазио на преговоре након Косовске битке.

## Настанак села
Пајазитово је основано у доба Првог српског устанка, између 1804. и 1810. године. Највећи број родова доселико се са Карађорђем 1809, када се враћао са Сјенице, Досељавање је трајало до 1815. године. Истовремено су формирани Горњи и Доњи Крај, а њихове махале, које су добиле називе према главним досењаним родовима су настале овим редом: Иванићка, Павловићка, Милојевићка, Степановићка и на крају Панићка. Горњи Крај је имао три махале: Панићку, Милојевићку и Степановићку, док је Доњи Крај имао две махале: Ивановићку и Павловићку.
Село је некада обухватало и заселак Миронић, од кога је касније формирано посебно насеље.
Пајазитово се први пут помиње у „Пописнику села, кућа, пореснких обвезника и арачких лица” из 1822. године, затим 1827. године у часопису у Даница, који је уређивао Вук Караџић, где је записано као Пајазитово, затим као Појаситово (Pojasitowo), које је поменуо Ото Дубислав Пирх у „Путовањима по Србији” (1829), а помиње се и у „Речнику географијско-статистичном Србије” Јована Гавриловића из 1846. године, према тадашњем важећем правопису као „Паязитово”, и на исти начин је убележено на Руској карти из 1831. године, на карти Кнежевине Србије Јована Миленковића објављеној у Београду 1850. године и на карти објављеној 1853. године, такође у Београду, коју је за школске потребе израдио бечки професор Константин Дажарден.
Село је насељено становништвом из Старе Србија (7 родова са 58 кућа) и Тимока (1 род са 11 кућа). Сви родови су досељени у збеговима, бежећи од турске најезде и насиља. У периоду између 1804. и 1814. године досељени су:
- Арсенијевићи (огранак Петронијевићи) из Сјенице, који су славили Јовањдан.
- Ивановићи (огранци Галовићи, Васиљевићи, Ђорђевићи, Јанићијевићи, Јовановићи, Николићи, Срећковићи и Раковићи – Ракићи), из Сјенице, који су славили Ђурђевдан.
- Милојевићи (огранци Гајићи – Гајовићи; Милојевићи, Благојевићи – Блажићи; Вићентијевићи, Ракићи – Раковићи; Тодоровићи и Ћировићи) из Сјенице, који су славили Јовањдан
- Павловићи, из Сјенице, који су славили Петровдан
- Панићи, из Књажевца, који су славили Никољдан.
- Ристићи из Сјеница, који су славили Ђурђевдан.
- Стевановићи (ограници Стојановићи и Степановићи) из Сјенице, који су славили Никољдан.

## Школа
У Пајазитову се налази истурено одељење ОШ „Сретен Младеновић” из Десимировца. Зграда школе је изграђена 1962. године. Школу похађа свега неколико ђака.

## Црква
У Пајазитову се налази црква брвнара посвећена Светој тројици, а носи и назив црква Трећег српског устанка. Црквена слава је Други дан Тројица 12. јун. Подигнута је 1944. године, преко пута сеоског гробља на иницијативу Равногорског покрета, који је током Другог свeтског рата у Пајазитову имао своје чврсто упориште. Припреме за подизање цркве започеле су марта 1943. године, а радови су завршени крајем маја 1944. године. За подизање цркве прилоге су дали мештани Пајазитова и околних села, а у њеној изради учествовало је око педесет мајстора. Црквени кров је првобитно био прекривен шиндром, који је 1957. године замењен лименим плехом.

## Демографија
У насељу Пајазитово живи 194 пунолетна становника, а просечна старост становништва износи 45,5 година (43,0 код мушкараца и 48,4 код жена). У насељу има 83 домаћинства, а просечан број чланова по домаћинству је 2,90.
Ово насеље је у потпуности насељено Србима (према попису из 2002. године), а у последња три пописа, примећен је пад у броју становника.
|             | \| Демографија[8] \| Демографија[8] \| Демографија[8] \| \| Година \| Становника \| Становника \| \| -------------- \| -------------- \| -------------- \| \| 1948. \| 534 \| \| \| 1953. \| 503 \| \| \| 1961. \| 473 \| \| \| 1971. \| 389 \| \| \| 1981. \| 351 \| \| \| 1991. \| 286 \| 270 \| \| 2002. \| 241 \| 263 \| \| 2011. \| 187 \| \| \| 2022. \| 172 \| \| |            |
| Демографија | |            |
| Година      | Становника | Становника |
| 1948.       | 534 |            |
| 1953.       | 503 |            |
| 1961.       | 473 |            |
| 1971.       | 389 |            |
| 1981.       | 351 |            |
| 1991.       | 286 | 270        |
| 2002.       | 241 | 263        |
| 2011.       | 187 |            |
| 2022.       | 172 |            |

| Етнички састав према попису из 2002.‍ | Етнички састав према попису из 2002.‍ | Етнички састав према попису из 2002.‍ | Етнички састав према попису из 2002.‍ | Етнички састав према попису из 2002.‍ |
| ------------------------------------ | ------------------------------------ | ------------------------------------ | ------------------------------------ | ------------------------------------ |
|                                      |                                      |                                      |                                      |                                      |
| Срби                                 | Срби                                 |                                      | 241                                  | 100,0%                               |
| непознато                            | непознато                            |                                      | 0                                    | 0,0%                                 |

| Година пописа     | 1948. | 1953. | 1961. | 1971. | 1981. | 1991. | 2002. |
| ----------------- | ----- | ----- | ----- | ----- | ----- | ----- | ----- |
| Број домаћинстава | 108   | 103   | 105   | 95    | 93    | 85    | 83    |

| Број чланова      | 1  | 2  | 3  | 4 | 5 | 6  | 7 | 8 | 9 | 10 и више | Просек |
| ----------------- | -- | -- | -- | - | - | -- | - | - | - | --------- | ------ |
| Број домаћинстава | 23 | 22 | 12 | 7 | 6 | 11 | 2 | 0 | 0 | 0         | 2,90   |

| Пол    | Укупно | Неожењен/Неудата | Ожењен/Удата | Удовац/Удовица | Разведен/Разведена | Непознато |
| ------ | ------ | ---------------- | ------------ | -------------- | ------------------ | --------- |
| Мушки  | 106    | 23               | 72           | 7              | 4                  | 0         |
| Женски | 94     | 2                | 65           | 26             | 1                  | 0         |
| УКУПНО | 200    | 25               | 137          | 33             | 5                  | 0         |

| Пол    | Укупно                    | Пољопривреда, лов и шумарство | Рибарство                            | Вађење руде и камена | Прерађивачка индустрија       |
| ------ | ------------------------- | ----------------------------- | ------------------------------------ | -------------------- | ----------------------------- |
| Мушки  | 79                        | 66                            | 0                                    | 0                    | 8                             |
| Женски | 54                        | 48                            | 0                                    | 0                    | 3                             |
| УКУПНО | 133                       | 114                           | 0                                    | 0                    | 11                            |
| Пол    | Производња и снабдевање   | Грађевинарство                | Трговина                             | Хотели и ресторани   | Саобраћај, складиштење и везе |
| Мушки  | 0                         | 0                             | 0                                    | 0                    | 0                             |
| Женски | 0                         | 0                             | 0                                    | 0                    | 0                             |
| УКУПНО | 0                         | 0                             | 0                                    | 0                    | 0                             |
| Пол    | Финансијско посредовање   | Некретнине                    | Државна управа и одбрана             | Образовање           | Здравствени и социјални рад   |
| Мушки  | 0                         | 0                             | 1                                    | 1                    | 0                             |
| Женски | 1                         | 0                             | 0                                    | 1                    | 0                             |
| УКУПНО | 1                         | 0                             | 1                                    | 2                    | 0                             |
| Пол    | Остале услужне активности | Приватна домаћинства          | Екстериторијалне организације и тела | Непознато            | Непознато                     |
| Мушки  | 1                         | 0                             | 0                                    | 2                    | 2                             |
| Женски | 1                         | 0                             | 0                                    | 0                    | 0                             |
| УКУПНО | 2                         | 0                             | 0                                    | 2                    | 2                             |